# Verenigde Staten op de Olympische Winterspelen 1964
Tijdens de Olympische Winterspelen van 1964, die in Innsbruck (Oostenrijk) werden gehouden, namen Verenigde Staten voor de negende keer deel.

## Medailleoverzicht
| Sport       | Olympiër                    | Discipline       | Medaille |
| ----------- | --------------------------- | ---------------- | -------- |
| Schaatsen   | Richard McDermott           | 500 m (m)        | Goud     |
| Alpineskiën | Billy Kidd                  | slalom (m)       | Zilver   |
| Alpineskiën | Jean Saubert                | reuzenslalom (v) | Zilver   |
| Alpineskiën | Jimmy Heuga                 | slalom (m)       | Brons    |
| Alpineskiën | Jean Saubert                | slalom (v)       | Brons    |
| Kunstrijden | Scott Allen                 | mannen           | Brons    |
| Kunstrijden | Vivian Joseph Ronald Joseph | paarrijden       | Brons    |

## Deelnemers en resultaten

### Alpineskiën
| Olympiër        | Discipline       | Resultaat | Prestatie                       |
| --------------- | ---------------- | --------- | ------------------------------- |
| Chuck Ferries   | afdaling (m)     | 20e       | 2.23,00 (+4,84)                 |
| Chuck Ferries   | slalom (m)       | dq-1      | diskwalificatie run 1           |
| Jimmy Heuga     | reuzenslalom (m) | dq        | diskwalificatie                 |
| Jimmy Heuga     | slalom (m)       | Brons     | 2.11,52 (+0,39) 1.10,16+1.01,36 |
| Billy Kidd      | afdaling (m)     | 16e       | 2.21,82 (+3,66)                 |
| Billy Kidd      | reuzenslalom (m) | 7e        | 1.49,97 (+3,26)                 |
| Billy Kidd      | slalom (m)       | Zilver    | 2.11,27 (+0,14) 1.10,96+1.00,31 |
| Bill Marolt     | reuzenslalom (m) | 12e       | 1.51,29 (+4,58)                 |
| Annibale Orsi   | afdaling (m)     | 14e       | 2.21,59 (+3,43)                 |
| Wallace Werner  | afdaling (m)     | 17e       | 2.22,05 (+3,89)                 |
| Wallace Werner  | reuzenslalom (m) | dq        | diskwalificatie                 |
| Wallace Werner  | slalom (m)       | 8e        | 2.13,46 (+2,33) 1.11,64+1.01,82 |
|                 |                  |           |                                 |
| Barbara Ferries | reuzenslalom (v) | 20e       | 1.59,44 (+7,20)                 |
| Barbara Ferries | slalom (v)       | dq-1      | diskwalificatie run 1           |
| Joan Hannah     | afdaling (v)     | 15e       | 2.01,88 (+6,49)                 |
| Joan Hannah     | reuzenslalom (v) | 26e       | 2.01,97 (+9,73)                 |
| Joan Hannah     | slalom (v)       | 19e       | 1.47,39 (+17,53) 51,36+56,03    |
| Linda Meyers    | reuzenslalom (v) | 30e       | 2.03,46 (+11,22)                |
| Linda Meyers    | slalom (v)       | 12e       | 1.37,93 (+8,07) 47,02+50,91     |
| Jean Saubert    | afdaling (v)     | 26e       | 2.03,79 (+8,40)                 |
| Jean Saubert    | reuzenslalom (v) | Zilver    | 1.53,11 (+0,87)                 |
| Jean Saubert    | slalom (v)       | Brons     | 1.31,36 (+1,50) 44,78+46,58     |
| Margo Walters   | afdaling (v)     | 21e       | 2.02,68 (+7,29)                 |
| Starr Walton    | afdaling (v)     | 14e       | 2.01,45 (+6,06)                 |

### Biatlon
| Olympiër         | Discipline | Resultaat | Prestatie                              |
| ---------------- | ---------- | --------- | -------------------------------------- |
| Charlie Akers    | 20 km (m)  | 16e       | 1:32.24,9 (+11.58,1) pen.: 2 (1-0-1-0) |
| Bill Spencer     | 20 km (m)  | 30e       | 1:36.49,8 (+16.23,0) pen.: 4 (3-0-0-1) |
| Peter Lahdenpera | 20 km (m)  | 36e       | 1:43.04,7 (+22.37,9) pen.: 8 (0-3-3-2) |
| Paul Renne       | 20 km (m)  | 39e       | 1:46.45,9 (+26.19,1) pen.: 6 (3-1-1-1) |

### Bobsleeën
| Olympiër                                                                 | Discipline                        | Resultaat | Prestatie                                               |
| ------------------------------------------------------------------------ | --------------------------------- | --------- | ------------------------------------------------------- |
| Lawrence McKillip James Ernest Lamy                                      | 2-mansbob (m) Verenigde Staten I  | 5e        | 4.24,60 (+2,70) (1.06,17 / 1.06,34 / 1.05,84 / 1.06,25) |
| Charles McDonald Charles Pandolph                                        | 2-mansbob (m) Verenigde Staten II | 7e        | 4.25,00 (+3,10) (1.05,97 / 1.05,85 / 1.06,16 / 1.07,02) |
| William Hickey Reginald Benham William Dundon Charles Pandolph           | 4-mansbob (m) Verenigde Staten I  | 6e        | 4.17,23 (+2,77) (1.03,90 / 1.04,11 / 1.04,43 / 1.04,79) |
| Lawrence McKillip Neil Robert Rogers Floyd Baumgartner James Ernest Lamy | 4-mansbob (m) Verenigde Staten II | dnf       | opgave                                                  |

### Kunstrijden
| Olympiër                                 | Discipline | Resultaat | Prestatie               |
| ---------------------------------------- | ---------- | --------- | ----------------------- |
| Scott Allen                              | mannen     | Brons     | pc. 26,0; 1873,6 punten |
| Thomas Litz                              | mannen     | 6e        | pc. 77,0; 1764,7 punten |
| Monty Hoyt                               | mannen     | 10e       | pc. 81,0; 1755,5 punten |
| Peggy Fleming                            | vrouwen    | 6e        | pc. 59,0; 1819,6 punten |
| Christine Haigler                        | vrouwen    | 7e        | pc. 74,0; 1803,8 punten |
| Albertina Noyes                          | vrouwen    | 8e        | pc. 73,0; 1798,9 punten |
| Vivian Joseph Ronald Joseph              | paarrijden | Brons     | pc. 35,5; 98,2 punten   |
| Judianne Fotheringill Jerry Fotheringill | paarrijden | 7e        | pc. 69,5; 94,7 punten   |
| Cynthia Kauffman Ronald Kauffman         | paarrijden | 8e        | pc. 74,0; 92,8 punten   |

### Langlaufen
| Olympiër                                        | Discipline            | Resultaat | Prestatie                                                    |
| ----------------------------------------------- | --------------------- | --------- | ------------------------------------------------------------ |
| Karl Bohlin                                     | 15 km (m)             | 47e       | 57.54,0 (+6.59,9)                                            |
| Larry Damon                                     | 30 km (m)             | 46e       | 1:42.57,7 (+12.07,0)                                         |
| Larry Damon                                     | 50 km (m)             | 28e       | 3:05.06,4 (+21.13,8)                                         |
| Mike Elliott                                    | 15 km (m)             | 41e       | 56.51,8 (+5.57,7)                                            |
| Mike Elliott                                    | 30 km (m)             | 30e       | 1:40.11,7 (+9.21,0)                                          |
| Mike Gallagher                                  | 15 km (m)             | 38e       | 56.19,4 (+5.25,3)                                            |
| Jim Shea                                        | 30 km (m)             | 48e       | 1:43.18,4 (+12.27,7)                                         |
| Dick Taylor                                     | 15 km (m)             | 49e       | 58.19,6 (+7.25,5)                                            |
| Dick Taylor                                     | 30 km (m)             | 42e       | 1:42.39,5 (+11.48,8)                                         |
| Dick Taylor                                     | 50 km (m)             | 34e       | 3:09.58,3 (+26.05,7)                                         |
| Mike Gallagher Mike Elliott Jim Shea John Bower | 4x10 km estafette (m) | 13e       | 2:39.17,3 (+20.42,7) (39.48,7 / 39.27,6 / 39.45,8 / 40.15,2) |

### Noordse combinatie
| Olympiër   | Discipline | Resultaat | Prestatie                                                                                          |
| ---------- | ---------- | --------- | -------------------------------------------------------------------------------------------------- |
| John Bower | mannen     | 15e       | 403,76 punten schans: 191,1 p 90,9 (61,0 m)+90,8 (62,5 m)+100,2 (62,0 m) 15 km: 212,66 p (52.26,4) |
| Jim Shea   | mannen     | 27e       | 346,76 punten schans: 141,3 p 72,1 (56,5 m)+69,2 (53,5 m)+58,4 (46,0 m) 15 km: 205,46 p (53.04,2)  |
| James Page | mannen     | dnf       | opgave schans: 152,3 p 80,1 (57,0 m)+71,4 (52,5 m)+72,2 (49,5 m) 15 km: dns                        |

### Rodelen
| Olympiër                        | Discipline | Resultaat | Prestatie                                          |
| ------------------------------- | ---------- | --------- | -------------------------------------------------- |
| Francis Feltman                 | mannen     | 13e       | 3.35,05 (+8,28) (52,91 / 53,43 / 54,13 / 54,58)    |
| Tom Neely                       | mannen     | 17e       | 3.40,18 (+13,41) (54,62 / 55,40 / 55,04 / 55,12)   |
| Mike Hessel                     | mannen     | 22e       | 3.43,30 (+16,53) (55,31 / 55,50 / 56,12 / 56,37)   |
| George Farmer                   | mannen     | 29e       | 4.16,60 (+49,83) (56,78 / 1.26,81 / 57,00 / 56,01) |
| Ray Fales Nicholas Mastromatteo | dubbel     | 13e       | 2.11,93 (+30,31) (1.00,75 / 1.11,18)               |
| Jim Higgins Ron Walters         | dubbel     | dnf       | opgave                                             |

### Schaatsen
| Olympiër          | Discipline   | Resultaat | Prestatie         |
| ----------------- | ------------ | --------- | ----------------- |
| Floyd Bedbury     | 1500 m (m)   | 42e       | 2.21,3 (+11,0)    |
| Howard Campbell   | 1500 m (m)   | 25e       | 2.16,4 (+6,1)     |
| William Disney    | 500 m (m)    | 8e        | 41,1 (+1,0)       |
| Stan Fail         | 5000 m (m)   | 38e       | 8.31,9 (+53,5)    |
| Tom Gray          | 500 m (m)    | 14e       | 41,5 (+1,4)       |
| Dick Hunt         | 1500 m (m)   | 15e       | 2.14,4 (+4,1)     |
| Dick Hunt         | 5000 m (m)   | 20e       | 8.09,7 (+31,3)    |
| Wayne LeBombard   | 5000 m (m)   | 29e       | 8.21,3 (+42,9)    |
| Wayne LeBombard   | 10.000 m (m) | 30e       | 17.30,6 (+1.40,5) |
| Richard McDermott | 500 m (m)    | Goud      | 40,1              |
| Eddie Rudolph     | 500 m (m)    | 6e        | 40,9 (+0,8)       |
| Eddie Rudolph     | 1500 m (m)   | 26e       | 2.16,8 (+6,5)     |
|                   |              |           |                   |
| Jeanne Ashworth   | 500 m (v)    | 4e        | 46,2 (+1,2)       |
| Jeanne Ashworth   | 1000 m (v)   | 11e       | 1.38,7 (+5,5)     |
| Jeanne Ashworth   | 3000 m (v)   | 11e       | 5.30,3 (+15,4)    |
| Mary Lawler       | 500 m (v)    | 7e        | 46,6 (+1,6)       |
| Mary Lawler       | 1500 m (v)   | 19e       | 2.34,9 (+12,3)    |
| Barb Lockhart     | 1000 m (v)   | 10e       | 1.38,6 (+5,4)     |
| Barb Lockhart     | 3000 m (v)   | 23e       | 5.43,2 (+28,3)    |
| Judy Morstein     | 1500 m (v)   | 15e       | 2.33,3 (+10,7)    |
| Jan Smith         | 500 m (v)    | 4e        | 46,2 (+1,2)       |
| Jan Smith         | 1000 m (v)   | 7e        | 1.36,7 (+3,5)     |
| Jan Smith         | 1500 m (v)   | 24e       | 2.37,8 (+15,2)    |
| Sylvia White      | 3000 m (v)   | 21e       | 5.42,7 (+27,8)    |

### Schansspringen
| Olympiër           | Discipline         | Resultaat | Prestatie                                                 |
| ------------------ | ------------------ | --------- | --------------------------------------------------------- |
| John Balfanz       | normale schans (m) | 10e       | 206,5 punten 102,2 (74,0 m)+103,9 (74,5 m)+102,6 (74,5 m) |
| John Balfanz       | grote schans (m)   | 41e       | 180,2 punten 94,8 (83,0 m)+83,4 (73,5 m)+85,4 (71,0 m)    |
| David Hicks        | normale schans (m) | 41e       | 190,3 punten 92,6 (72,5 m)+95,4 (72,0 m)+94,9 (71,5 m)    |
| David Hicks        | grote schans (m)   | 29e       | 195,3 punten 93,5 (84,0 m)+98,9 (85,0 m)+96,4 (79,0 m)    |
| Gene Kotlarek      | normale schans (m) | 14e       | 203,4 punten 103,2 (76,5 m)+100,2 (74,0 m)+97,2 (76,0 m)  |
| Gene Kotlarek      | grote schans (m)   | 24e       | 197,5 punten 100,1 (87,0 m)+93,6 (81,0 m)+97,4 (79,0 m)   |
| Ansten Samuelstuen | normale schans (m) | 24e       | 200,4 punten 100,1 (72,5 m)+100,3 (73,0 m)+98,8 (72,5 m)  |
| Ansten Samuelstuen | grote schans (m)   | 33e       | 189,0 punten 93,0 (81,5 m)+96,0 (80,5 m)+90,9 (73,5 m)    |

### IJshockey
| Olympiër | Discipline | Resultaat | Prestatie |
| --- | ---------- | --------- | --- |
| Dan Dilworth Dates Fryberger Dave Brooks Don Ross Bill Reichart Gary Schmalzbauer Herb Brooks Jim Westby Pat Rupp Paul Coppo Paul Johnson Rog Christian Jim McCoy Thomas Martin Tom Yurkovich Wayne Meredith Billy Christian | mannen     | 5e        | kwalificatieronde: 7 - 2 Verenigde Staten - Roemenië A-groep (1e-8e plaats): 1 - 5 Verenigde Staten - Sovjet-Unie 8 - 0 Verenigde Staten - Duits eenheidsteam 4 - 7 Verenigde Staten - Zweden 6 - 8 Verenigde Staten - Canada 1 - 7 Verenigde Staten - Tsjecho-Slowakije 2 - 3 Verenigde Staten - Finland 7 - 3 Verenigde Staten - Zwitserland |

Argentinië · Australië · België · Bulgarije · Canada · Chili · Denemarken · Duits eenheidsteam · Finland · Frankrijk · Griekenland · Groot-Brittannië · Hongarije · IJsland · India · Iran · Italië · Japan · Joegoslavië · Libanon · Liechtenstein · Mongolië · Nederland ·  Noord-Korea · Noorwegen · Oostenrijk · Polen · Roemenië · Sovjet-Unie · Spanje · Tsjecho-Slowakije · Turkije · Verenigde Staten · Zuid-Korea · Zweden · Zwitserland